# Neoplocaederus peelei
Neoplocaederus peelei är en skalbaggsart som först beskrevs av Charles Joseph Gahan 1898.  Neoplocaederus peelei ingår i släktet Neoplocaederus och familjen långhorningar.
Artens utbredningsområde är Kenya. Inga underarter finns listade i Catalogue of Life.